# Adelaide di Rheinfelden
Adelaide di Rheinfelden, o Adelaide di Svevia, (in tedesco Adelheid) (1065 circa – maggio 1090) fu regina consorte d'Ungheria per matrimonio con il re Ladislao I d'Ungheria.

## Biografia
Adelaide nacque intorno al 1065 da Rodolfo di Rheinfelden, duca di Svevia e anti-re tedesco, e dalla sua seconda moglie, Adelaide di Savoia. Sua zia materna era Berta di Savoia, prima moglie dell'imperatore Enrico IV di Franconia.
Intorno al 1077/8 Adelaide sposò Ladislao I d'Ungheria, membro della dinastia Árpád. Ladislao accettò di sostenere Rodolfo nella sua lotta per il trono contro Enrico IV. Nel 1079 morì la madre di Adelaide, seguita nel 1080 da suo padre, caduto nella battaglia sull'Elster.
Nel 1081 papa Gregorio VII scrisse ad Adelaide, esortandola a incoraggiare il marito a sostenere i monasteri e ad essere generoso con i poveri e i deboli.
Adelaide morì nel maggio del 1090; suo marito le sopravvisse di cinque anni. Fu sepolta a Veszprém, dove rimane la sua lapide.

## Matrimonio e figli
Adelaide ebbe due figli da Ladislao I d'Ungheria:
- Piroska d'Ungheria (c 1080 – 13 agosto 1134), moglie di Giovanni II Comneno, imperatore dell'Impero Bizantino;
- Una figlia sconosciuta (? – ?), moglie del principe Yaroslav di Volhynia.

## Ascendenza
|                         |                      |                      | Genitori             |  |  | Nonni |  |  | Bisnonni |  |  | Trisnonni |  |
|                         |                      |                      |                      |  |  |       |  |  | …        |  |  | …         |  |
|                         |                      |                      |                      |  |  |       |  |  | …        |  |  | …         |  |
|                         |                      | …                    |                      |  |  |       |  |  | …        |  |  |           |  |
| Kuno di Rheinfelden     |                      |                      |                      |  |  |       |  |  | …        |  |  |           |  |
|                         |                      | …                    | …                    |  |  |       |  |  |          |  |  |           |  |
|                         |                      | …                    | …                    |  |  |       |  |  |          |  |  |           |  |
|                         |                      | …                    | …                    |  |  |       |  |  |          |  |  |           |  |
| Rodolfo di Svevia       |                      | …                    |                      |  |  |       |  |  |          |  |  |           |  |
|                         |                      | …                    | …                    |  |  |       |  |  |          |  |  |           |  |
|                         |                      | …                    | …                    |  |  |       |  |  |          |  |  |           |  |
|                         |                      | …                    | …                    |  |  |       |  |  |          |  |  |           |  |
| …                       |                      | …                    |                      |  |  |       |  |  |          |  |  |           |  |
|                         |                      | …                    | …                    |  |  |       |  |  |          |  |  |           |  |
|                         |                      | …                    | …                    |  |  |       |  |  |          |  |  |           |  |
|                         |                      | …                    | …                    |  |  |       |  |  |          |  |  |           |  |
| Adelaide di Rheinfelden |                      | …                    |                      |  |  |       |  |  |          |  |  |           |  |
|                         | Umberto I Biancamano | …                    |                      |  |  |       |  |  |          |  |  |           |  |
|                         | Umberto I Biancamano | …                    |                      |  |  |       |  |  |          |  |  |           |  |
|                         | Umberto I Biancamano | …                    |                      |  |  |       |  |  |          |  |  |           |  |
| Oddone di Savoia        | Umberto I Biancamano |                      |                      |  |  |       |  |  |          |  |  |           |  |
|                         |                      | Ancilla d'Aosta      | …                    |  |  |       |  |  |          |  |  |           |  |
|                         |                      | Ancilla d'Aosta      | …                    |  |  |       |  |  |          |  |  |           |  |
|                         |                      | Ancilla d'Aosta      | …                    |  |  |       |  |  |          |  |  |           |  |
| Adelaide di Savoia      |                      | Ancilla d'Aosta      |                      |  |  |       |  |  |          |  |  |           |  |
|                         |                      | Olderico Manfredi II | Olderico Manfredi I  |  |  |       |  |  |          |  |  |           |  |
|                         |                      | Olderico Manfredi II | Olderico Manfredi I  |  |  |       |  |  |          |  |  |           |  |
|                         |                      | Olderico Manfredi II | Prangarda di Canossa |  |  |       |  |  |          |  |  |           |  |
| Adelaide di Susa        |                      | Olderico Manfredi II |                      |  |  |       |  |  |          |  |  |           |  |
|                         |                      | Berta di Milano      | …                    |  |  |       |  |  |          |  |  |           |  |
|                         |                      | Berta di Milano      | …                    |  |  |       |  |  |          |  |  |           |  |
|                         |                      | Berta di Milano      | …                    |  |  |       |  |  |          |  |  |           |  |
|                         |                      | Berta di Milano      |                      |  |  |       |  |  |          |  |  |           |  |